# Ascidicolidae
Ascidicolidae is een familie van eenoogkreeftjes in de orde Cyclopoida. De wetenschappelijke naam is voor het eerst geldig gepubliceerd in 1859 door Tamerlan Thorell. Hij rekende enkel het nieuwe geslacht Ascidicola tot deze familie.

## Geslachten
De familie omvat tegenwoordig de volgende geslachten:
- Aplopodus Hesse, 1869
- Ascidicola Thorell, 1859
- Ceratrichodes Hesse, 1866
- Enterocola Van Beneden, 1860
- Hypnoticus C.B. Wilson, 1924
- Lygephile Hesse, 1865
- Narcodina C.B. Wilson, 1924
- Polyoon Hesse, 1878
- Styelicola Lützen, 1968

Podolabis Hesse, 1864 heeft vooralsnog de status van onzeker taxon (taxon inquirendum).